# Brookings Institution
A Brookings Institution, muitas vezes referida simplesmente como Brookings, é um grupo de pesquisa americano fundado em 1916 no Think Tank Row em Washington, D.C. Realiza pesquisa e educação em ciências sociais, principalmente em economia (e política tributária), governança, política externa, economia global e desenvolvimento econômico. Sua missão declarada é "fornecer recomendações práticas e inovadoras que promovam três grandes objetivos: fortalecer a democracia americana; promover o bem-estar econômico e social, a segurança e as oportunidades de todos os americanos; e garantir um sistema internacional mais aberto, seguro, próspero e cooperativo."
Brookings tem cinco programas de pesquisa em seu campus de Washington, D.C.: Estudos Econômicos, Política Externa, Estudos de Governança, Economia Global e Desenvolvimento e Política Metropolitana e três centros internacionais baseados em Doha, Qatar (Brookings Doha Center); Pequim, China (Centro Brookings-Tsinghua para Políticas Públicas); e Nova Delhi, Índia (Brookings Índia).
O relatório Global Go To Think Tank Index da Universidade da Pensilvânia nomeou a Brookings como "Think Tank do Ano" e "Top Think Tank do Mundo" todos os anos desde 2008. A revista The Economist descreve a Brookings como "talvez o think-tank de maior prestígio da América".

## História

### 1916-1979

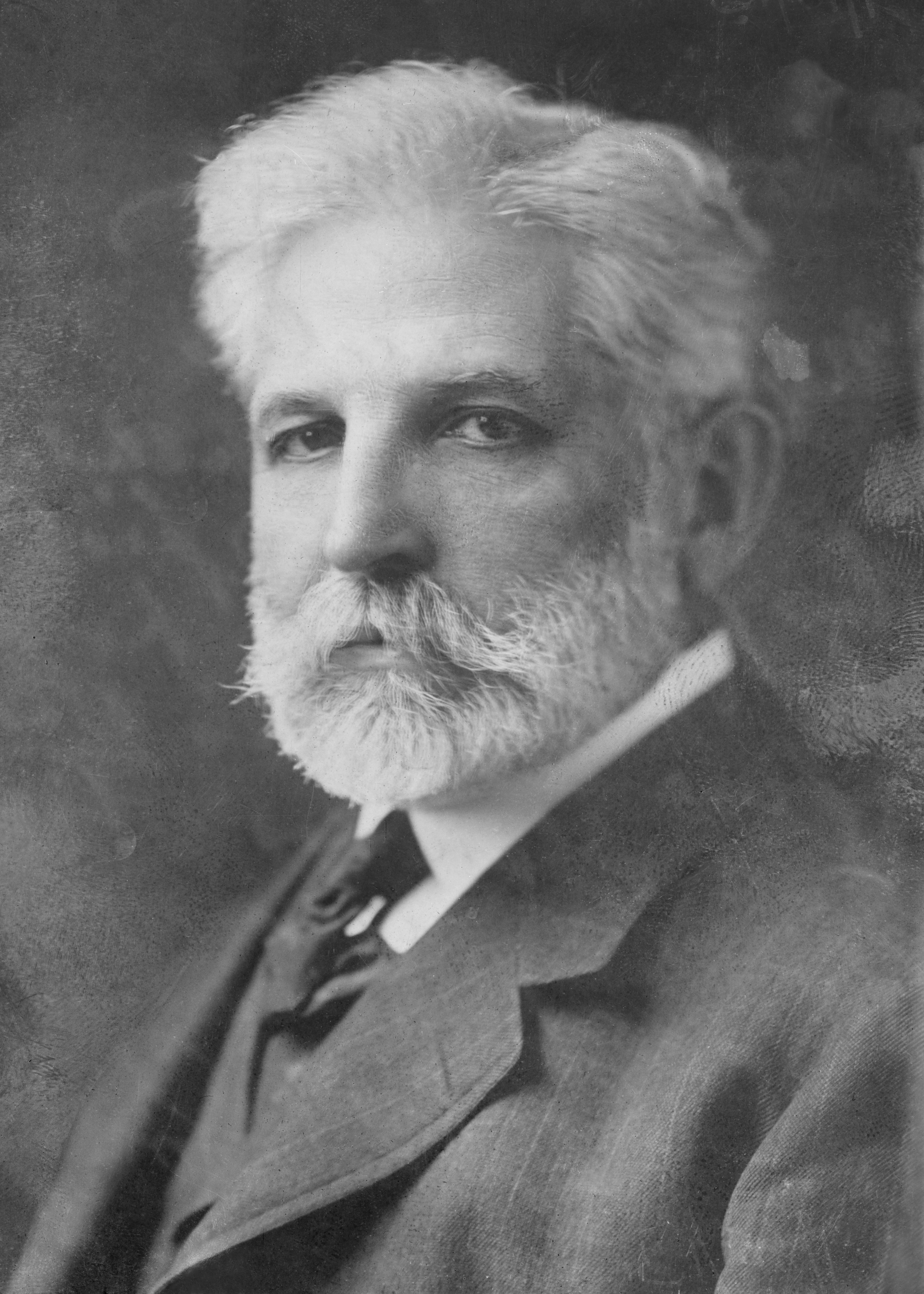
O fundador Robert S. Brookings (1850–1932)

O Brookings foi fundado em 1916 como Instituto de Pesquisas Governamentais (Institute for Government Research ou IGR em inglês), com a missão de se tornar "a primeira organização privada dedicada a analisar questões de políticas públicas em nível nacional".
O fundador da Instituição, o filantropo Robert S. Brookings (1850–1932), criou originalmente a formação de três organizações: o Institute for Government Research, o Institute of Economics (com fundos da Carnegie Corporation) e a Robert Brookings Graduate School afiliada com a Washington University em St. Louis. Os três foram incorporados à Brookings Institution em 8 de dezembro de 1927.
Durante a Grande Depressão, os economistas da Brookings embarcaram em um estudo em larga escala encomendado pelo presidente Franklin D. Roosevelt para compreender as causas subjacentes da depressão. O primeiro presidente da Brookings, Harold Moulton, e outros estudiosos mais tarde lideraram um esforço para se opor à Administração de Recuperação Nacional do presidente Roosevelt porque pensavam que ela impedia a recuperação econômica.
Com a entrada na Segunda Guerra Mundial em 1941, os pesquisadores da Brookings voltaram sua atenção para ajudar o governo com uma série de estudos sobre mobilização. Em 1948, a Brookings foi convidada a apresentar um plano para a administração do Programa de Recuperação Europeia. O esquema de organização resultante garantiu que o Plano Marshall fosse executado com cuidado e com uma base comercial.
Em 1952, Robert Calkins sucedeu Moulton como presidente da Brookings. Ele garantiu doações da Fundação Rockefeller e da Fundação Ford que colocaram a instituição em uma base financeira sólida. Ele reorganizou a instituição em torno dos Programas de Estudos Econômicos, Estudos Governamentais e Política Externa. Em 1957, a Instituição mudou-se da Jackson Avenue para um novo centro de pesquisa perto do Dupont Circle em Washington, D.C.
Kermit Gordon assumiu a presidência da Brookings em 1967. Ele começou uma série de estudos de opções de programas para o orçamento federal em 1969, intitulada "Estabelecendo Prioridades Nacionais". Ele também expandiu o Programa de Estudos de Política Externa para incluir pesquisas em segurança e defesa nacional. Após a eleição de Richard Nixon para a presidência em 1968, o relacionamento entre a Brookings Institution e a Casa Branca se deteriorou; a certa altura, o assessor de Nixon, Charles Colson, propôs bombardear a instituição. Ainda assim, ao longo da década de 1970, a Brookings recebeu mais contratos federais de pesquisa do que ela poderia administrar.

### 1980–2017

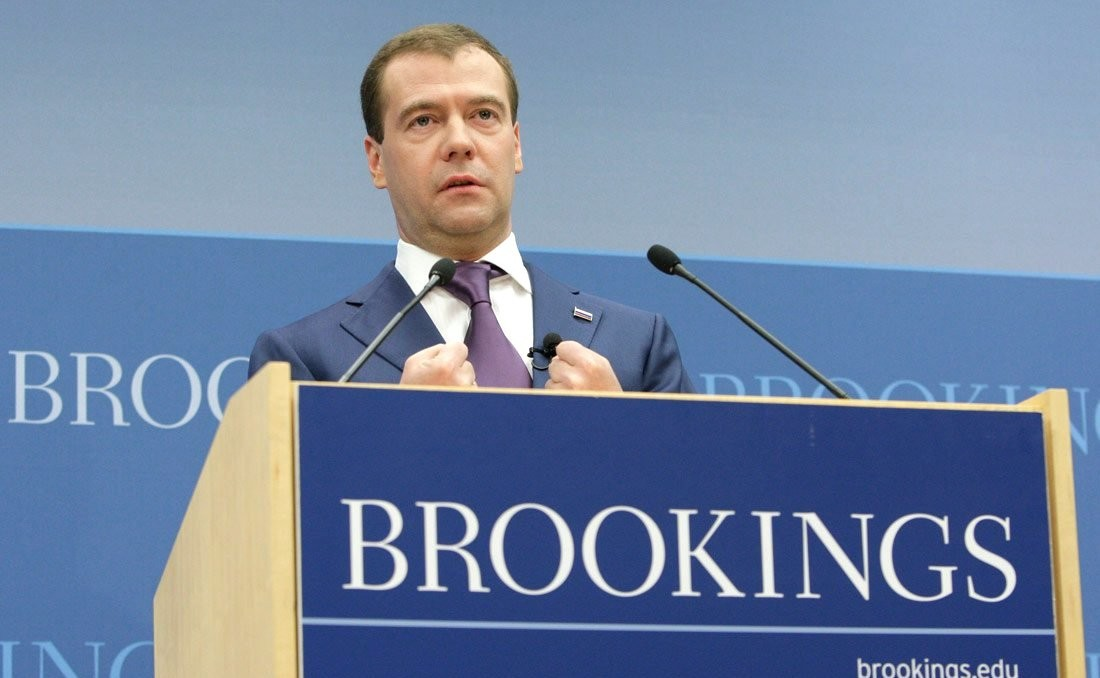
O presidente russo, Dmitry Medvedev, na Brookings, em 14 de abril de 2010, durante uma visita aos Estados Unidos para a Cúpula de Segurança Nuclear de 2010

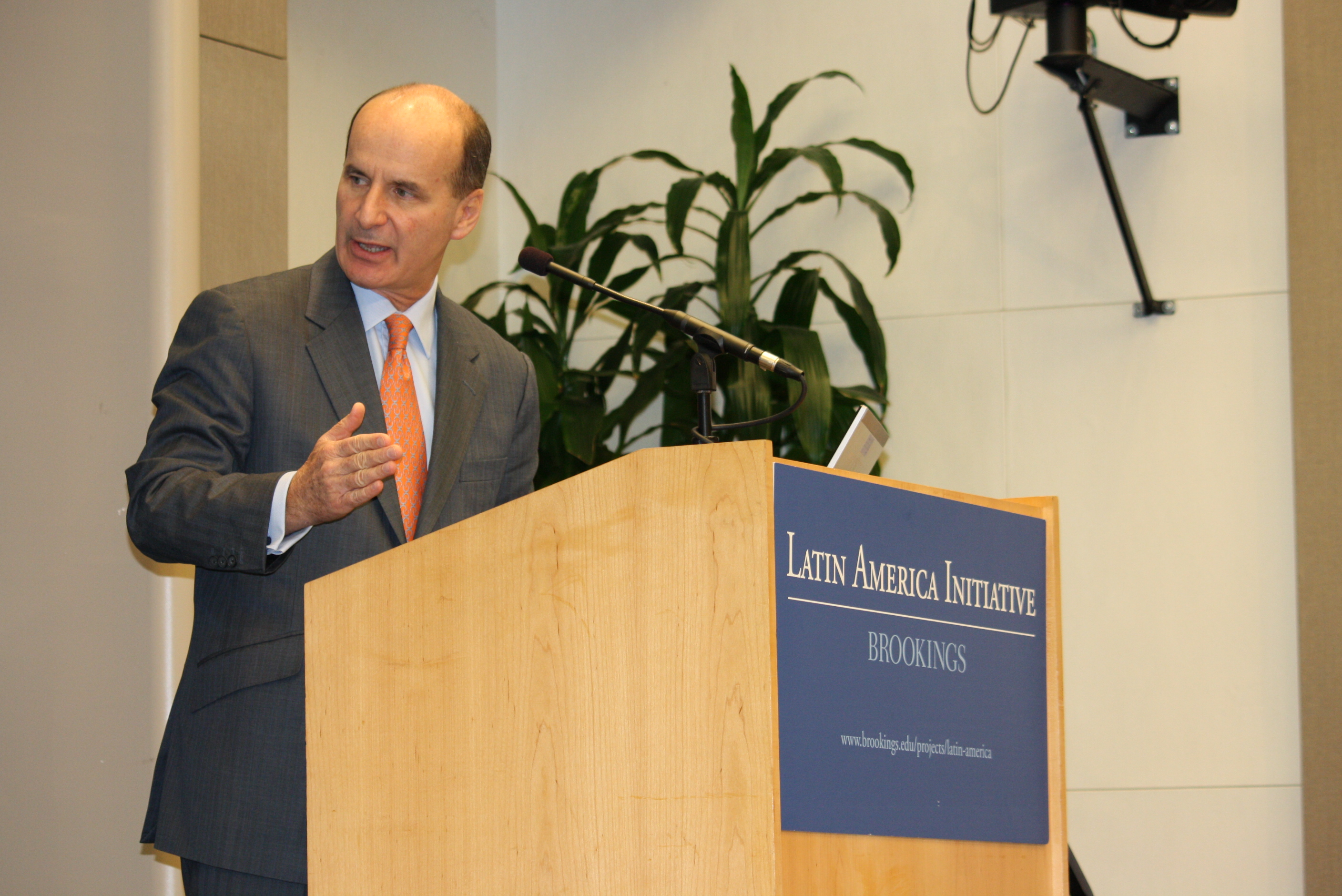
José María Figueres, ex-presidente da Costa Rica, falando na Brookings Institution

Na década de 1980, a Instituição enfrentou um ambiente intelectual cada vez mais competitivo e ideologicamente carregado. A necessidade de reduzir o déficit orçamentário federal tornou-se um grande tema de pesquisa, assim como investigar problemas de segurança nacional e ineficiência governamental. Bruce MacLaury, quinto presidente da Brookings, também estabeleceu o Center for Public Policy Education para desenvolver workshops e fóruns públicos para ampliar o público de programas de pesquisa.

## Influência na política
A Brookings remonta a 1916 e contribuiu para a criação da Organização das Nações Unidas, do Plano Marshall e do Escritório de Orçamento do Congresso, bem como para o desenvolvimento de políticas influentes para a desregulamentação, reforma tributária de base ampla, reforma do bem-estar e ajuda externa. O índice anual de think tanks publicado pela Foreign Policy classifica-o como o primeiro think tank nos Estados Unidos e o Global Go To Think Tank Index acredita que é o número um desse tipo no mundo. Além disso, apesar de um declínio geral no número de vezes que informações ou opiniões desenvolvidas por think tanks são citadas pela mídia americana, dos 200 think tanks mais proeminentes nos EUA, a pesquisa da Brookings Institution continua sendo a mais citada.

## Postura política
Como uma organização 501(c)(3) sem fins lucrativos, a Brookings se descreve como independente e apartidária. Um estudo acadêmico de 2005 da UCLA concluiu que era "centrista" porque era referenciada como uma autoridade quase igualmente por políticos conservadores e de esquerda nos registros do Congresso de 1993 a 2002. O New York Times se referiu à organização como de esquerda, de centro-esquerda e centrista. O Washington Post descreveu Brookings como centrista e de esquerda. O Los Angeles Times descreveu o Brookings como liberal e centrista antes de opinar que não acreditava que tais rótulos importassem.

## Estudiosos notáveis
Estudiosos notáveis do Brookings incluem os ex-presidentes do Federal Reserve, Janet Yellen e Ben Bernanke.

### Controvérsias de financiamento
Em 2018, o The Washington Post relatou que a Brookings Institution aceitou financiamento da Huawei de 2012 a 2018. Um relatório da Iniciativa de Transparência da Influência Externa do Center for International Policy dos 50 principais think tanks do índice de classificação Go-To Think Tanks da Universidade da Pensilvânia descobriu que durante o período de 2014-2018 a Brookings Institution recebeu o terceiro maior montante de financiamento de fora dos Estados Unidos em comparação com outros grupos semelhantes, com um total de mais de US$27 milhões.